# Tshopo (vattendrag)
Tshopo är en flod i Kongo-Kinshasa, ett biflöde till Lindi. Den rinner genom provinsen med samma namn, i den centrala delen av landet, 1 200 km nordost om huvudstaden Kinshasa.